# Moritz von Aberle

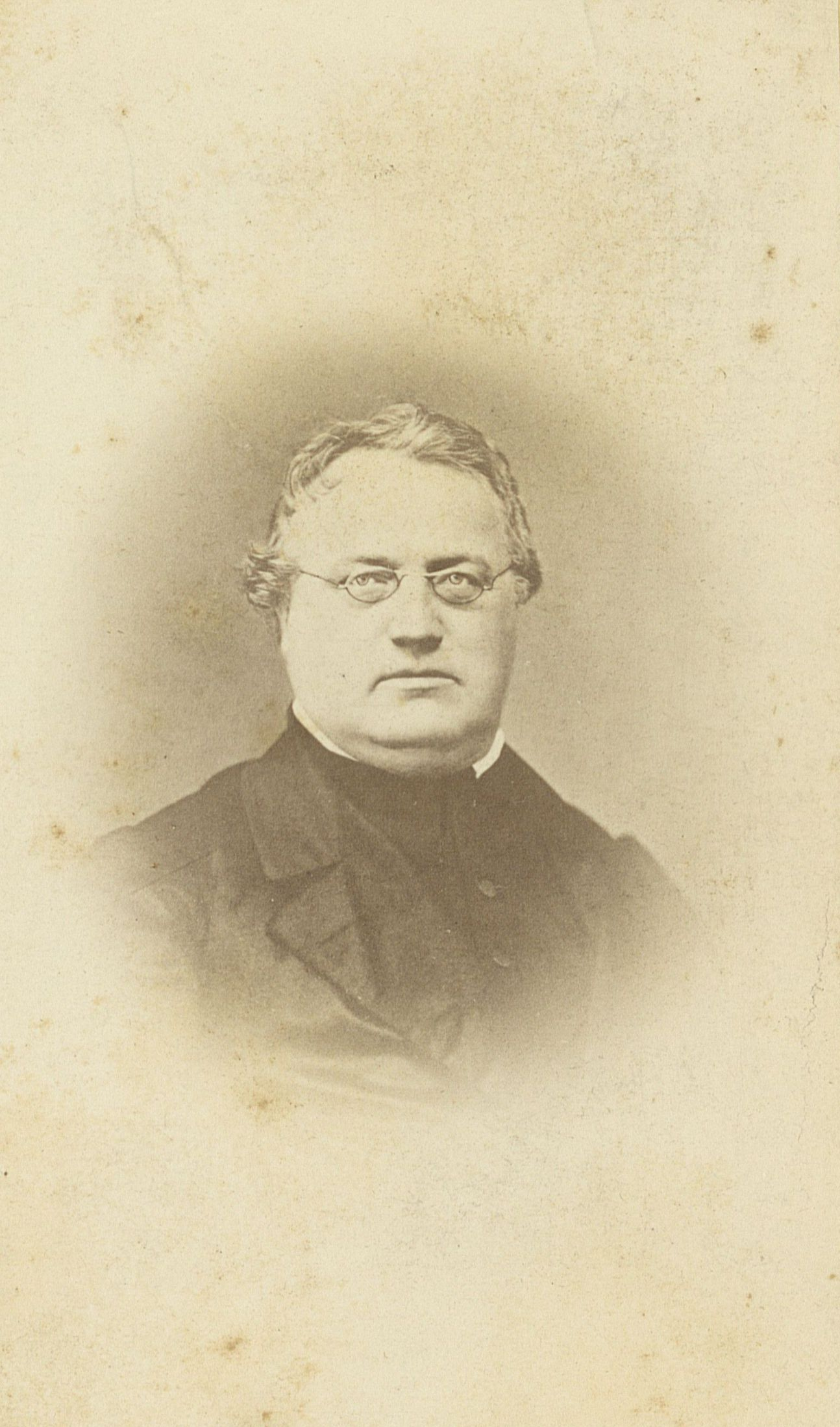
Moritz von Aberle, fotografiert von Paul Sinner

Moritz Aberle, ab 1866 von Aberle, (* 25. April 1819 in Rottum; † 3. November 1875 in Tübingen) war ein katholischer Theologe. 

## Leben
Geboren und aufgewachsen ist Aberle in Rottum, heute ein Teilort der Gemeinde Steinhausen an der Rottum. 1837 bis 1841 studierte er Theologie an der Universität Tübingen und wurde am 29. August 1842 zum Priester geweiht. 1845 wurde er Professor am Obergymnasium Ehingen, 1848 Direktor des Theologenkonvikts Wilhelmsstift in Tübingen und ab 1850 Professor für Moraltheologie und Neutestamentliche Exegese an der Universität Tübingen. Von 1865 bis 1866 war er Rektor der Universität.
Als Moraltheologe bejahte er den Probabilismus und vertrat als Exeget die Methode der modernen historisch-kritischen Bibelforschung.

## Ehrungen
1866 wurde Aberle mit dem Ritterkreuz des Ordens der württembergischen Krone geehrt, welches mit dem persönlichen Adelstitel verbunden war.

## Werke
- P. Schanz (Hrsg.): Einleitung in das Neue Testament. Herder, Freiburg im Breisgau 1877.
- Abhandlungen in Theologische Quartalschrift, Tübingen